# Фран (Ду)
Фран (фр. Frasne) насеље је и општина у источној Француској у региону Франш-Конте, у департману Ду која припада префектури Понтарлије.
По подацима из 2011. године у општини је живело 1844 становника, а густина насељености је износила 56,1 становника/km². Општина се простире на површини од 32,87 km². Налази се на средњој надморској висини од 859 метара (максималној 882 m, а минималној 810 m).

## Демографија
| 1962. | 1968. | 1975. | 1982. | 1990. | 1999. | 2011. |
| ----- | ----- | ----- | ----- | ----- | ----- | ----- |
| 1.339 | 1.353 | 1.430 | 1.355 | 1.519 | 1.624 | 1.844 |

График промене броја становника у току последњих година